# 安巴姆
安巴姆是非洲中西部國家喀麥隆的城鎮，由南部省負責管轄，位於該國南部，毗鄰與赤道畿內亞和加蓬接壤的邊界，距離首都雅溫得220公里，2005年人口1,596。
2°23′N 11°17′E / 2.383°N 11.283°E